# DFB-Hallen-Masters 1994
Das DFB-Hallen-Masters 1994 war die siebte offizielle Austragung dieses Wettbewerbes, der vom DFB durchgeführt wurde. Das Endrundenturnier fand vom 29. bis 30. Januar in der Dortmunder Westfalenhalle statt und endete mit dem 5:1-Finalsieg von Bayer 04 Leverkusen über den Titelverteidiger 1. FC Köln.

## Teilnehmer
An der Endrunde nahmen folgende acht Mannschaften teil:
| Gesetzte Teams - Titelverteidiger 1. FC Köln - Deutscher Meister Werder Bremen - DFB-Pokalsieger Bayer 04 Leverkusen - Gastgeber Borussia Dortmund | Qualifizierte Teams - Platz 1 (291,30 Punkte) Eintracht Frankfurt - Platz 2 (250,84 Punkte) Hamburger SV - Platz 3 (181,98 Punkte) VfL Bochum - Platz 4 (178,02 Punkte) Hertha BSC |

## Modus
In der Vorrunde wurde in zwei Gruppen mit jeweils vier Teams gespielt, die nach dem Modus „Jeder gegen Jeden“ die Teilnehmer für das Halbfinale ausspielten. Ab dem Halbfinale ging es im K.-o.-System weiter und sollte ein Spiel Remis enden, wurde der Sieger in einem Achtmeterschießen ermittelt. Die Spielzeit betrug bei allen Partien zweimal 12 Minuten.
Gespielt wurde mit einem Torwart und vier Feldspieler auf einen 48 mal 25 Meter großen Kunstrasen, der von einer Bande umgeben war.

## Vorrunde

### Gruppe A
Spiele
| Samstag, 29. Januar 1994 ab 13.30 Uhr |     |                     | |
| 1. FC Köln                            | 3:3 | Hertha BSC          | 0:1 Fiedler, 1:1 Polster, 1:2 Kovač, 2:2 Polster, 3:2 Higl, 3:3 Kovač |
| Bayer 04 Leverkusen                   | 5:2 | Werder Bremen       | 1:0 Paulo Sérgio, 2:0 Paulo Sérgio, 3:0 Paulo Sérgio, 3:1 Herzog, 3:2 Herzog, 4:2 Hapal, 5:2 Paulo Sérgio                                                                 |
| Hertha BSC                            | 3:4 | Bayer 04 Leverkusen | 1:0 Fiedler, 1:1 Thom, 1:2 Nehl, 2:2 Thom (ET), 3:2 Demandt, 3:3 Foda, 3:4 Scholz                                                                                         |
| Werder Bremen                         | 7:7 | 1. FC Köln          | 1:0 Herzog, 1:1 Arweladse, 2:1 Votava, 2:2 Polster, 2:3 Bade, 3:3 Basler, 4:3 Legat, 4:4 Arweladse, 4:5 Zdebel, 5:5 Wiedener, 6:5 Rufer, 7:5 Herzog, 7:6 Weiser, 7:7 Higl |
| Sonntag, 30. Januar 1994 ab 13.00 Uhr |     |                     | |
| 1. FC Köln                            | 5:1 | Bayer 04 Leverkusen | 1:0 Arweladse, 2:0 Janßen, 3:0 Heldt, 3:1 Becker, 4:1 Arweladse, 5:1 Polster                                                                                              |
| Werder Bremen                         | 3:3 | Hertha BSC          | 0:1 Demandt, 1:1 Basler, 2:1 Legat, 3:1 Rufer, 3:2 Ramelow, 3:3 Bremser                                                                                                   |

Abschlusstabelle
| Pl. | Mannschaft          | Sp. | S | U | N | Tore    | Diff. | Punkte |
| --- | ------------------- | --- | - | - | - | ------- | ----- | ------ |
| 1.  | 1. FC Köln          | 3   | 1 | 2 | 0 | 015:110 | +4    | 04:20  |
| 2.  | Bayer 04 Leverkusen | 3   | 2 | 0 | 1 | 010:100 | ±0    | 04:20  |
| 3.  | Hertha BSC          | 3   | 0 | 2 | 1 | 009:100 | −1    | 02:40  |
| 4.  | Werder Bremen       | 3   | 0 | 2 | 1 | 012:150 | −3    | 02:40  |

### Gruppe B
Spiele
| Samstag, 29. Januar 1994 ab 13.30 Uhr |     |                     |                                                                                                |
| Borussia Dortmund                     | 2:3 | VfL Bochum          | 1:0 Karl, 1:1 Kim, 1:2 Kim, 1:3 Stöver, 2:3 Mill                                               |
| Hamburger SV                          | 4:2 | Eintracht Frankfurt | 1:0 Bahr, 2:0 Bahr, 2:1 Reis, 3:1 Babbel, 4:1 Spörl, 4:2 Okocha                                |
| VfL Bochum                            | 3:5 | Hamburger SV        | 1:0 Eitzert, 1:1 Schnoor, 1:2 Babbel, 2:2 Wessels, 3:2 Wosz, 3:3 Spörl, 3:4 Spörl, 3:5 Schnoor |
| Eintracht Frankfurt                   | 5:3 | Borussia Dortmund   | 1:0 Okocha, 1:1 Karl, 2:1 Stein, 3:1 Komljenović, 3:2 Mill, 4:2 Okocha, 4:3 Ricken, 5:3 Hagner |
| Sonntag, 30. Januar 1994 ab 13.00 Uhr |     |                     |                                                                                                |
| Borussia Dortmund                     | 5:2 | Hamburger SV        | 1:0 Karl, 1:1 Golz, 2:1 Mill, 3:1 Kutowski, 4:1 Mill, 5:1 Zelic, 5:2 Spörl                     |
| Eintracht Frankfurt                   | 3:5 | VfL Bochum          | 1:0 Okocha, 1:1 Stöver, 1:2 Helmig, 2:2 Becker, 3:2 Hagner, 3:3 Helmig, 3:4 von Ahlen, 3:5 Kim |

Abschlusstabelle
| Pl. | Mannschaft          | Sp. | S | U | N | Tore    | Diff. | Punkte |
| --- | ------------------- | --- | - | - | - | ------- | ----- | ------ |
| 1.  | Hamburger SV        | 3   | 2 | 0 | 1 | 011:100 | +1    | 04:20  |
| 2.  | VfL Bochum          | 3   | 2 | 0 | 1 | 011:100 | +1    | 04:20  |
| 3.  | Borussia Dortmund   | 3   | 1 | 0 | 2 | 010:100 | ±0    | 02:40  |
| 4.  | Eintracht Frankfurt | 3   | 1 | 0 | 2 | 010:120 | −2    | 02:40  |

## Finalrunde

### Halbfinale
|                     | Ergebnis |              | Torfolge                                                                                               |
| ------------------- | -------- | ------------ | --- |
| 1. FC Köln          | 6:2      | VfL Bochum   | 1:0 Arweladse, 2:0 Heldt, 3:0 Heldt, 3:1 Peschel, 4:1 Arweladse, 5:1 Polster, 5:2 Peschel, 6:2 Polster |
| Bayer 04 Leverkusen | 3:2      | Hamburger SV | 0:1 Schnoor, 0:2 Babbel, 1:2 Thom, 2:2 Foda, 3:2 Scholz                                                |

### Finale
|            | Ergebnis |                     | Torfolge                                                          |
| ---------- | -------- | ------------------- | ----------------------------------------------------------------- |
| 1. FC Köln | 1:5      | Bayer 04 Leverkusen | 0:1 Thom, 0:2 Thom, 0:3 Scholz, 0:4 Nehl, 1:4 Arweladse, 1:5 Thom |

## Statistisches
- 107 Tore ({\displaystyle \varnothing } 7,13 pro Spiel) wurden erzielt, wobei sich 50 Spieler, darunter sechs Torwarte als Torschützen auszeichnen konnten.
- Vier Tore inklusive Hattrick in einem Spiel gelang Paulo Sérgio (Bayer 04 Leverkusen) gegen Werder Bremen.
- Ein Eigentor kam auf das Konto von Andreas Thom (Bayer 04 Leverkusen) gegen Hertha BSC.
- Drei Rote Karten verhängten die Unparteiischen an Karsten Baumann (1. FC Köln), Andreas Wessels (VfL Bochum) und Uli Stein (Eintracht Frankfurt).
- Die Westfalenhalle war am Samstag (11.000) und Sonntag (11.000) jeweils ausverkauft.
- Jede Mannschaft erhielt 50.000 DM Startgeld. Preisgelder gab es für Platz 1 (75.000 DM), Platz 2 (50.000 DM) und für die Halbfinal-Verlierer jeweils (15.000 DM).

### Torschützenliste
|    | Spieler         | Mannschaft          | Tore |
| -- | --------------- | ------------------- | ---- |
| 1. | Rewas Arweladse | 1. FC Köln          | 7    |
| 2. | Toni Polster    | 1. FC Köln          | 6    |
| 3. | Andreas Thom    | Bayer 04 Leverkusen | 5    |
| 3. | Paulo Sérgio    | Bayer 04 Leverkusen | 4    |
| 3. | Andreas Herzog  | Werder Bremen       | 4    |
| 3. | Frank Mill      | Borussia Dortmund   | 4    |
| 3. | Harald Spörl    | Hamburger SV        | 4    |
| 3. | Jay-Jay Okocha  | Eintracht Frankfurt | 4    |

### Schiedsrichter
- Karl-Josef Assenmacher, Günther Habermann, Hellmut Krug und Hans-Joachim Osmers

## Siegermannschaft
| 1.                               | TSV Bayer 04 Leverkusen |
| Logo vom TSV Bayer 04 Leverkusen | - Tor: Dirk Heinen, Rüdiger Vollborn - Feldspieler: Ralf Becker, Franco Foda, Pavel Hapal, Ioan Lupescu, Josef Nehl, Jens Nowotny, Paulo Sérgio, Heiko Scholz, Matthias Stammann, Andreas Thom - Trainer: Dragoslav Stepanović |